# 土曜RISE!
『土曜RISE!』（どようライズ!）は、2022年10月1日からフジテレビ系列で放送されているバラエティ番組枠である。2025年2月以降は『最強LINEグループ旅』他を放送している。

## 概要
2022年9月24日まで『土曜ワイド』が放送されていた時間帯の前半部分を削る形で放送が開始された。
番組開始当初は、隔週で2番組を放送する形式をとり、第1期では『我流しか勝たん!』と『超絶限界〜ソコまで見せる!?大百科〜』が編成された。
2023年4月改編で、『我流しか勝たん!』が終了。『川島明の芸能界(秘)通信簿』を開始することとなり、第2期がスタートした。
2023年9月23日のみ『川島明の芸能界(秘)通信簿』をリニューアルした『超人アキラ』を放送。
2023年10月7日から放送時間が30分縮小され、14時00分までの放送に変更。これまでの隔週2番組の編成を変更し、『土曜RISE!「チャンハウス」』として内村光良（ウッチャンナンチャン）・南原清隆（ウッチャンナンチャン）・出川哲朗の3名が週替わりでMCを務める。
2024年春改編で『土曜スペシャル』が1時間繰り上げに伴い、本枠も放送時間を土曜 11:05 - 11:50（JST）（15分拡大）に移動。枠移動後も引き続き『チャンハウス』は継続する。
2024年10月改編で放送時間を10:25 - 11:00に変更。これまで同枠で放送されていた『チャンハウス』は独立化して継続し、『最強LINEグループ旅』とその他の番組を2週交代で放送する形式に変更された。

## 番組編成

### 第1期
- 2022年10月1日 - 超絶限界～ソコまで見せる!?大百科～
- 2022年10月8日 - 2023年3月25日 我流しか勝たん!

### 第2期
- 2023年4月8日 - 9月30日 超絶限界〜ソコまで見せる!?大百科〜
- 2023年4月15日 - 9月9日 川島明の芸能界（秘）通信簿
- 2023年9月23日 超人アキラ[5]

### 2023年10月 - 2024年3月
- 2023年10月7日 - 2024年9月28日 土曜RISE!「チャンハウス」[2]
  - 内村光良、南原清隆、出川哲朗が週替わりでMCを担当。

### 2024年10月 -
- 2024年10月12日 -　最強LINEグループ旅
- 2024年11月2日 -　世界を日本語だけで旅してみたら
- 2024年11月30日 -　ミキティダイニング
- 2025年3月22日 -　世界のお悩み解決!出張ジャパニーズ
- 2025年6月21日 -　ココでしか物産展〜今からココで、お取り寄せ解禁〜

## チャンハウス

### 概要（チャンハウス）
専門学校の同級生として知り合って以来、同じ芸能事務所（マセキ芸能社）で切磋琢磨してきたウッチャン（内村光良）、ナンチャン（南原清隆）、テッチャン（出川哲朗）の3人の“チャン”が週替わりでMCを担当し、それぞれ若手ディレクターと組んで新たな企画にチャレンジする。  
『内村と相棒』（2023年4月 - 9月放送）、『これナンてどうです？』（2023年2月18日放送）、『出川のアニキ！』（2023年3月31日放送）が前番組であり、これらが合体した形で『チャンハウス』が放送開始された。

### 出演者（チャンハウス）
MC（週替わり）
- 内村光良（ウッチャンナンチャン）
- 南原清隆（ウッチャンナンチャン）
- 出川哲朗

### 番組（チャンハウス）
MC：内村光良
- 内村百貨店
  - 2023年10月28日・11月11日
- 自薦型ドキュメンタリー マイメンタリー
  - 2023年11月25日
- （株）内村派遣サービス
  - 2023年12月2日・12月9日・2024年2月3日
- ロケ発明マシーンただしくん
  - 2024年2月10日
- ウチムラワールドレシピ
  - 2024年3月16日
- 素敵な変を見つけ出せ!へんサーチ
  - 2024年3月23日・3月30日

MC：南原清隆
- ナンチャンと街マッチョ
  - 2023年10月7日・10月14日
- 東西ナン北レアなアレ
  - 2023年12月16日・2024年1月6日
- 名言書院
  - 2024年2月17日・2月24日

MC：出川哲朗
- 出川哲朗の未体験ゾーン
  - 2023年10月21日・11月18日
- 出川哲朗のモニターツアー
  - 2024年1月13日・1月27日
- 銅像をどうぞ!
  - 2024年3月2日・3月9日

MC：共通企画
- チャンと!こだわりMAX
  - 2024年4月6日 - 8月10日
- 伝説（レジェンド）シェフがビックリしMAX
  - 2024年7月6日 - 7月20日
- チャンと旅行代理店 日帰りしMAX
  - 2024年8月17日 - 9月21日
- ザクザクザツガク
  - 2024年10月12日 -

### スタッフ（チャンハウス）
現在のスタッフ
- 構成：酒井健作、中藤洋、大井達朗
- TP：斉藤伸介（フジテレビ）
- TM：山下悠介
- CAM：遠藤俊洋、小清水健治
- VE：青木拓哉
- 音声：浮所哲也、高宮哲郎
- 照明：甲斐則行、紙透貴仁
- 美術プロデューサー：副島翔太郎（フジテレビ/フジアール）
- デザイン：永井達也・小濱まほろ・富田楓（共にフジテレビ/フジアール）
- アートコーディネーター：西嶋友里（フジアール）
- 装飾：高祖朋代
- アクリル装飾：鈴木竜
- 衣裳：幸松里奈
- メイク：山田かつら
- スタイリスト：松本ユウスケ、三島和也、武部稜子
- イラスト：The King Maker
- リサーチ：フォーミュレーション
- 編集：永井慎二、立畑舞、中島史雄
- MA：土屋信、宮本将希、小林由愛子
- 音響効果：高津浩史
- CG：齋藤一広、坂田亜希穂、秋里直樹
- イラスト：グレートインターナショナル
- 技術協力：ニューテレス、fmt、共同テレビ、東京オフラインセンター、BANZAI、バンエイト、セッターズ、スウィッシュ・ジャパン
- 編成：浅野翔太郎（フジテレビ）
- 広報：井坂匠（フジテレビ）
- 制作・監修：堀川香奈（フジテレビ、以前はチーフプロデューサー）
- TK：水越理恵
- FD：菊池弘基（フジテレビ）
- AP：星野梨奈、高橋宏美
- デスク：安藤萌々香
- AD：徳山恵太、岡本愛佳、数藤綾乃、宮井海名
- ディレクター：市村智哉、飛田竜平、本田学・吉田直也・流石英昭・前田光祐（共にSION） 、円城寺健一（極東電視台）、中里翔太（エスエスシステム）
- チーフディレクター：成田真司（つくりて）、芝隆一（極東電視台）
- プロデューサー：上原拓真（フジテレビ）、林夏姫、小原佑斗（SION）、飯田知佳（極東電視台）、菊地桃花
- チーフプロデューサー：情野誠人（フジテレビ）
- 演出：大村昂平・川上惇・片岡新己留・間島陸（フジテレビ）
- 企画協力（クレジット表記無）：マセキ芸能社
- 制作協力：SION、極東電視台、つくりて
- 制作：フジテレビスタジオ戦略本部第3スタジオ（2024年6月まで編成制作局バラエティ制作センター→編成総局バラエティ制作局バラエティ制作センター）
- 制作著作：フジテレビ

過去のスタッフ
- 企画統括：塩谷亮（フジテレビ）
- 構成：大井洋一

## 第2期までの各番組内容

### 超絶限界 ～ソコまで見せる!?大百科～

#### 概要（超絶限界）
2022年7月に放送された特番をレギュラー化する形で、放送を開始した。当枠での放送期間は、2022年10月1日 - 2023年9月30日。
この世のありとあらゆる”超絶限界”の禁断映像・瞬間を撮るために、芸能人たちがとんでもない熱量を持って奮闘する姿を楽しむ。
MCの菊池にとって、本番組はグループ以外のレギュラー番組で初の司会での出演となった。

#### 出演者（超絶限界）
MC
- 菊池風磨（Sexy Zone）
- ニューヨーク（屋敷裕政、嶋佐和也）

### 我流しか勝たん!

#### 概要（我流しか勝たん!）
特番をレギュラー化する形で、放送を開始した。放送期間は、2022年10月1日 - 2023年3月25日。
日常生活の中で役に立つ、目からウロコの“我流”な裏技を、番組独自の切り口や検証方法で紹介する情報バラエティ。人とは違うやり方である“我流”を貫くことで、常識や定番を超える新発想を生み出している人たちにスポットを当てて、その素晴らしき“我流”の数々を紹介する。

#### 出演者（我流しか勝たん!）
我無しMC
- 岩井勇気（ハライチ）

我流紹介人（声のみの出演）
- あんり（ぼる塾）

準レギュラー（VTR出演のみ、「クリティカル　フィット」シリーズ）
- Everybody（タクトOK!!、かわなみchoy?）

### 川島明の芸能界㊙︎通信簿

#### 概要（芸能界㊙︎通信簿）
過去数回のゴールデンタイムの特番を繰り返し2023年4月から「我流しか勝たん!」の後を引き継ぐ形でスタート。放送期間は、2023年4月15日 - 9月9日。
世間で今気になっている著名人や芸能人をゲストに迎え、普段から芸能界隈をチェックする通信簿作成委員会と名乗る芸人達が勝手に独自の五段階評価でゲストを採点する。

#### 出演者（芸能界㊙︎通信簿）
MC
- 川島明（麒麟）

通信簿作成委員会（不定期でいずれかが出演）
- ニューヨーク（嶋佐和也・屋敷裕政）
- 見取り図（盛山晋太郎・リリー）
- アインシュタイン（河井ゆずる・稲田直樹）
- ダイアン（津田篤宏・ユースケ）

### 超人アキラ

#### 概要（超人アキラ）
前番組「川島明の芸能界㊙︎通信簿」から引き続き川島がMCを務める番組。競馬や宝くじなど、勝負事を趣味とする川島が様々なレースを予想するバラエティ番組。

#### 出演者（超人アキラ）
超人（MC）
- 川島明（麒麟）

進行
- 小室瑛莉子（フジテレビアナウンサー）

#### スタッフ（芸能界㊙通信簿・超人アキラ）
- ナレーション：森昭一郎（フジテレビアナウンサー）
- 構成：カツオ、鈴木功治、中村豪、大塚晃貴
- 美術制作：副島翔太郎（フジテレビ）
- アートコーディネーター：石田博己
- 美術デザイン：齋田崇史（フジテレビ）
- 大道具：橋博史
- アクリル装飾：池澤明徳
- メイク：山田かつら
- TP：山本真吾
- TD／SW：真野昇太
- CAM：飯島知紀
- VE：岩切理子
- AUD：成澤隆介
- 照明：三觜繁
- 編集：四ノ宮正一、中井達文、板倉美羽
- MA：片桐麻莉子
- 音響効果：星裕介、野呂楓子
- 技術協力：fmt、Move on★、IMAGICA Lab.、東京オフラインセンター
- HP：根橋安曇
- タイトルロゴ：大森清一郎
- 編成：鈴木康平（フジテレビ）
- 広報：北村桃子・竹田恵理子（共にフジテレビ）
- SNS運用：服部信男・横田有良・後藤久美子（共にFCC）
- TK：小柳成子
- デスク：山内沙南、杦本宣子
- イラスト：古瀬勝也
- 制作協力：FCC、HIHO-TV
- AP：青木千紘
- AD：上野史哉、倉重陸、野中雄矢、大平晋作、石井菜摘
- 制作P：小林靖子（エスエスシステム）、利光智子（ケーテン）、岩下英生（HIHO-TV）
- ディレクター：清水悠貴、星啓大、入口拓矢（FCC）、中森達也（FCC）、節田紗菜
- プロデューサー：神原孝・鈴木裕奈（FCC）、具志堅彩香（HIHO-TV）
- 演出：疋田雅一（HIHO-TV）、亀田剛（かめハウス）
- 総合演出：庄司裕暁（FCC）
- チーフプロデューサー：江本薫（フジテレビ）
- 制作：フジテレビ編成制作局バラエティ制作センター
- 製作著作：フジテレビ

## 2024年10月以降の各番組内容

### 最強LINEグループ旅

#### 概要（最強LINEグループ旅）
地元を知り尽くした最強地元民の数名によるLINEグループにおすすめスポットを聞きながら、その場その場で旅先を決定していくという新しいスタイルの旅番組。

#### 出演者（最強LINEグループ旅）
MC
- 森田哲矢（さらば青春の光）

VTR出演
- 2名（2週ごとに交代）

スタジオゲスト
- 2名（2週ごとに交代）

#### スタッフ（最強LINEグループ旅）
2024年11月23日現在
- 企画・プロデュース：福山晋司（フジテレビ）
- ナレーター：佐藤利奈
- 構成：長谷川優、中林駿太・大井洋一
- CAM：鴨下達也
- EED：二宮直人
- MA：木下直哉
- 音効：高島慎太郎、田口弘記
- CG：大森清一郎
- 広報：井坂匠・馬場好加（共にフジテレビ）
- 技術協力：スウィッシュ・ジャパン、Jeen
- 機材協力：東京オフラインセンター
- 撮影協力：EXスタジオ麹町
- 演出補：清水麻未、金井優芸、中村宣彦
- キャスティングプロデューサー：黒木智子
- 演出：木村亮、神田洋昭
- プロデューサー：山口一美・小川兼生（共にMMJ）
- 制作協力：MMJ
- 制作：フジテレビ編成総局編成局編成戦略センター編成部
- 製作著作：フジテレビ

過去のスタッフ
- CAM：永石力（2024年5月1日放送）
- MA：森川享祐（2024年5月1日放送）
- 技術協力：イメージランド（2024年5月1日放送）
- 演出補：蓬莱亮、菅桃香、栁沢ひかる（MMJ）（2024年5月1日放送）
- AP：加藤彩華（2024年5月1日放送）

### 世界を日本語だけで旅してみたら

#### 概要（世界を日本語だけで旅してみたら）
世界で「日本語しか使ってはいけない旅」をしてみたら一体どんな出会いが待ち受けているのか？ガイドも通訳も不在で日本語だけでのガチンコ旅を決行し「日本語がしゃべれる外国人」を頼りに本場のグルメや穴場スポットなどを巡る。

#### 出演者（世界を日本語だけで旅してみたら）
見届け人
- 長谷川忍（シソンヌ）
- 武藤十夢
- 樋口日奈

旅人
- 岡田圭右（ますだおかだ）
- 神田愛花

#### スタッフ（世界を日本語だけで旅してみたら）
- 企画：長嶋大介
- 構成：河口ワタル
- CAM：片原孝太朗、米谷悟
- EED：井上三郎
- MA：井上葵
- 音効：塩谷弘樹
- タイトル：三宅大介
- 技術協力：IMAGICA Lab.、イメージランド
- リサーチ：フォーミュレーション
- 海外コーディネーター：SEA COVER CO.,LTD.【タイ編】
- AD：熊田真也
- AP：平位祐一郎、宮澤唯菜
- ディレクター：依田譲
- 演出：丸山剛
- プロデューサー：松田麻希
- 総合演出・プロデューサー：井坂周二
- 制作協力：ユニオン映画
- 制作：フジテレビ編成総局編成局編成戦略センター編成部
- 製作著作：フジテレビ

### ミキティダイニング

#### 概要（ミキティダイニング）
冷蔵庫にありがちな食材を使い、藤本美貴・庄司智春夫婦とゲストが家庭の味のアイデアを出し合いながら、オリジナルの新レシピを完成させていく料理番組。ゲストと一緒に料理をしながら普段のリアルなプライベートをトークしていく。第5回と第6回は一流シェフ3名が提案したレシピから1つを選んだものを参考に調理する方法となり、第7回以降は一流シェフの裏技を取り入れる内容に変更された。

#### 出演者（ミキティダイニング）
MC
- 藤本美貴、庄司智春（品川庄司）

ゲスト
- 回替わり

#### 内容（ミキティダイニング）
| ゲスト・料理テーマ | ゲスト・料理テーマ | ゲスト・料理テーマ       | ゲスト・料理テーマ                         |
| 回                 | 放送日             | ゲスト                   | 料理テーマ                                 |
| ------------------ | ------------------ | ------------------------ | ------------------------------------------ |
| 1                  | 2024年 11月30日    | 大沢あかね、中村仁美     | ハンバーグ                                 |
| 2                  | 12月7日            | 夏菜                     | ほうれん草のクリームシチュー               |
| 3                  | 12月28日           | 東野幸治                 | おせち料理（伊達巻き、栗きんとん、田作り） |
| 4                  | 2025年 1月4日      | 魔裟斗、矢沢心           | カレー                                     |
| 5                  | 4月26日            | 野々村友紀子、野々村一花 | 肉じゃが                                   |
| 6                  | 5月3日             | 今田耕司                 | チャーハン                                 |
| 7                  | 5月24日            | 北山宏光                 | 生姜焼き                                   |
| 8                  | 5月31日            | 王林                     | チキントマト煮込み                         |

#### オープニング曲（ミキティダイニング）
- 歌：藤本美貴
- 作詞・作曲：庄司智春

#### スタッフ（ミキティダイニング）
- 企画：木月洋介
- 構成：桜井慎一、大井達朗
- ナレーション：井上清華
- CAM：日名透、松家優弥
- 音声：吉田匠、中村拓未
- 美術プロデューサー：椛田学
- メイク：小川さつき、飯野梨那
- イラスト：グレートインターナショナル
- 美術協力：フジアール
- 協力：Clocca、STUDIO ピア
- 編集：須川浩之、長野紘也
- MA：姥谷充浩、ウォッシャム賢人
- 音効：舛谷佑樹
- 技術協力：DEEP、ヌーベルアージュ
- 広報：麻生小百合
- TK：水越理恵
- AD：松尾俊哉、柴田薫
- ディレクター：阿部さちよ、齋藤直人、金城利奈、前川有香
- 演出：遠山広（てっぱん）
- プロデューサー：廣瀬詩歩（てっぱん）、貞本有紀（ザ・スピングラス）、岡本計
- 演出・プロデューサー：川俣和也（てっぱん）
- 制作協力：てっぱん
- 制作：フジテレビ編成総局編成局編成戦略センター編成部
- 製作著作：フジテレビ

### 世界のお悩み解決!出張ジャパニーズ

#### 概要（世界のお悩み解決!出張ジャパニーズ）
ニッポンのアイデアが詰まった低価格＆高品質な便利グッズを海外へ。家事に悩む海外の大家族に「その道のプロ」が海を越えて出張し、お悩みを解決するバラエティ番組。

#### 出演者（世界のお悩み解決!出張ジャパニーズ）
見届け人
- 柴田英嗣（アンタッチャブル）
- 川田裕美

#### スタッフ（世界のお悩み解決!出張ジャパニーズ）
- 企画：長嶋大介
- 総合演出／プロデューサー：井坂周二
- 演出：伊部玲王奈
- ディレクター：依田譲
- プロデューサー：松田麻希
- 構成：山崎駿、河口ワタル
- 制作協力：ユニオン映画